# Municipio 11 Walnut Creek
El municipio 11 Walnut Creek (en inglés: Township 11 Walnut Creek) es un municipio ubicado en el  condado de Edgecombe en el estado estadounidense de Carolina del Norte. En el año 2010 tenía una población de 1.931 habitantes.

## Geografía
El municipio 11 Walnut Creek se encuentra ubicado en las coordenadas 35°53′25.16″N 77°37′50.14″O / 35.8903222, -77.6305944.